# Eratički blokovi
Eratički blokovi su stene različite veličine, koje su na današnje mesto prema naučnim saznanjima naneli lednici tokom ledenog doba. Stene se razlikuju po veličini i vrsti od ostalih stena na području u kojem se nalaze.

## Rasprostranjenost
Yeager Rock u Douglas Countyu.
Schwanenstein na otoku Rügenu.
Eratički blok kod Blandowa na otoku Rügenu.
Val-Masino, Italija
Monte Cimino, Italija
Uobičajena su pojava u Evropi, kako u Skandinaviji tako i u okolni alpskog glečerskog područja. Veliki eratički blokovi koje se nalaze u svernoj Nemačkoj uglavnom su magmatske stiene poput granita ili metamorfne stiene (npr. gnajs). Sedimentne stijene zbog svoje niže otpornosti na eroziju mnogo su ređe.

## Nastanak
Glečer kao kruto telo ne sortira materijal (morena) koji je nosi sa sobom. To se odnosi na utovar, transport i taloženje. Uklanjanje velikih stijena nastaje prelaskom glečera ili razbijanjem blokova u podnožju glečera. Kao krutom telu glečeru je lako moguće kretati materijal od minimalne veličine kao sto su čestica od gline do stena od preko hiljadu tona.

## Eratički blokovi kao problem nauke
Naučnici do 18. veka nisu imali problem s objašnjenjem kako su dospele stene do mesta na kojima su nađena u područjima iz kojih očito geološki ne potiču. Od sredine 18. veka geolozi su se intenzivno bavili rešavanjem pitanja kako se gromade mogle doći na takvim dugim relacijama kao na primjer od Skandinavije u Severnu Nemačku nizinu i od Alpa do Predalpa.
Tezu da su glečeri  pokrivali velike delove Alpa i delove severne Evrope 1822. je postavio Ignaz Venetz.
Godine 1835. nemački  prirodnjak, geolog i botaničar Karl Friedrich Schimper s predavanjima o pitanju eratičkih gromada i ideje o ledenom dobu u Nemačkoj i Švajcarskoj, skovao je izraz ledeno doba.
Zajedno s Charpentier i švajcarskim prirodnjakom Louisom Agassizom je dalje razvio teoriju. Problem prevoza gromada glečera moglo se je smatrati rešenim. Trajalo je do 1870-ih kada je u nauci prevladala teorija ledenih doba. Doprinos prirodnjaka Schimpera, autora koji je napisao knjige i samo verbalno izveštavao se gotovo zaboravilo.

## Slični fenomeni
Fenomen eratičkih blokova u geologiji se poistovećuje isključivo s delovanjem leda kao plutajuće platforme, no postoje i slični fenomeni s kojima to nije slučaj. Primerice, pojava manjih stijena na geološki različitoj podlozi može biti ishodom nošenja u plutajućem korenju drveća, pa čak i u utrobi životinja poput tuljana. Stene se prirodnim putem mogu prenositi čak i uz pomoć jakog vjetra ukoliko je podloga nižeg koeficijenta trenja, što je fenomen zabilježen u američkim pustinjama (tzv. „klizeće stene”). U pustinjama se često mogu pronaći gromade nalik eratičkim blokovima jer homogenim oblikom, građom i bojom odudaraju od denudacijski rasute podloge, no zapravo su istog geološkog porekla.